# Distretto di contea di Blaenau Gwent
Il distretto di contea di Blaenau Gwent è un distretto di contea del Galles meridionale.

## Geografia fisica
Il distretto confina a nord con la contea di Powys, a est con il Monmouthshire e il distretto di contea di Torfaen, a sud e a sud-ovest con quello di Caerphilly.
Il territorio è collinare ed attraversato dai fiumi Ebbw e Sirhowy. La città principale è Ebbw Vale posta nella valle del Ebbw Fawr e sede del consiglio del distretto. Altri centri sono Abertillery, Brynmawr e Tredegar.

## Storia
Il distretto nacque nel 1974 dall'unione dei distretti di Abertillery, Ebbw Vale, Nantyglo and Blaina, Tredegare Brynmawr e fece parte fino al 1996 della contea di Gwent.
Dal primo aprile del 1996 è una unitary authority nata in attuazione del Local Government (Wales) Act del 1994.

## Lista delle comunità
Il distretto di contea di Blaenau Gwent era suddiviso nelle seguenti 8 comunità:
| N° | Nome della comunità | Note                    |
| -- | ------------------- | ----------------------- |
| 1  | Abertillery         |                         |
| 2  | Beaufort            |                         |
| 3  | Brynmawr            | Consiglio del Villaggio |
| 4  | Cwm                 |                         |
| 5  | Ebbw Vale           |                         |
| 6  | Llanhilleth         |                         |
| 7  | Nantyglo and Blaina | Consiglio del Villaggio |
| 8  | Tredegar            | Consiglio del Villaggio |

A partire dal 2010 le comunità divennero 11:
- Abertillery
- Badminton
- Beaufort
- Brynmawr
- Cwm
- Ebbw Vale North
- Ebbw Vale South
- Llanhilleth
- Nantyglo and Blaina
- Rassau
- Tredegar